# Lijst van voetbalinterlands Italië - Zweden
Deze lijst van voetbalinterlands is een overzicht van alle officiële voetbalwedstrijden tussen de nationale teams van Italië en Zweden. De landen hebben tot op heden 25 keer tegen elkaar gespeeld. De eerste ontmoeting was in Stockholm op 1 juli 1912, tijdens de Olympische Zomerspelen 1912. Het laatste duel, een kwalificatiewedstrijd voor het Wereldkampioenschap voetbal 2018, vond plaats op 13 november 2017 in Milaan.

## Wedstrijden
| №  | Plaats    | Datum             | Competitie           | Wedstrijd       | Uitslag |
| -- | --------- | ----------------- | -------------------- | --------------- | ------- |
| 1  | Stockholm | 1 juli 1912       | OS 1912              | Zweden − Italië | 0 − 1   |
| 2  | Milaan    | 16 november 1924  | Vriendschappelijk    | Italië − Zweden | 2 − 2   |
| 3  | Stockholm | 18 juli 1926      | Vriendschappelijk    | Zweden − Italië | 5 − 3   |
| 4  | São Paulo | 25 juni 1950      | WK 1950              | Zweden − Italië | 3 − 2   |
| 5  | Florence  | 11 november 1951  | Vriendschappelijk    | Italië − Zweden | 1 − 1   |
| 6  | Solna     | 26 oktober 1952   | Vriendschappelijk    | Zweden − Italië | 1 − 1   |
| 7  | Malmö     | 16 juni 1965      | Vriendschappelijk    | Zweden − Italië | 2 − 2   |
| 8  | Toluca    | 3 juni 1970       | WK 1970              | Italië − Zweden | 1 − 0   |
| 9  | Solna     | 9 juni 1971       | EK 1972 kwalificatie | Zweden − Italië | 0 − 0   |
| 10 | Milaan    | 9 oktober 1971    | EK 1972 kwalificatie | Italië − Zweden | 3 − 0   |
| 11 | Milaan    | 29 september 1973 | Vriendschappelijk    | Italië − Zweden | 2 − 0   |
| 12 | Florence  | 26 september 1979 | Vriendschappelijk    | Italië − Zweden | 1 − 0   |
| 13 | Göteborg  | 29 mei 1983       | EK 1984 kwalificatie | Zweden − Italië | 2 − 0   |
| 14 | Napels    | 15 oktober 1983   | EK 1984 kwalificatie | Italië − Zweden | 0 − 3   |
| 15 | Milaan    | 26 september 1984 | Vriendschappelijk    | Italië − Zweden | 1 − 0   |
| 16 | Solna     | 3 juni 1987       | EK 1988 kwalificatie | Zweden − Italië | 1 − 0   |
| 17 | Napels    | 14 november 1987  | EK 1988 kwalificatie | Italië − Zweden | 2 − 1   |
| 18 | Göteborg  | 2 juni 1998       | Vriendschappelijk    | Zweden − Italië | 1 − 0   |
| 19 | Palermo   | 23 februari 2000  | Vriendschappelijk    | Italië − Zweden | 1 − 0   |
| 20 | Eindhoven | 19 juni 2000      | EK 2000              | Italië − Zweden | 2 − 1   |
| 21 | Porto     | 18 juni 2004      | EK 2004              | Italië − Zweden | 1 − 1   |
| 22 | Cesena    | 18 november 2009  | Vriendschappelijk    | Italië − Zweden | 1 − 0   |
| 23 | Toulouse  | 17 juni 2016      | EK 2016              | Italië − Zweden | 1 − 0   |
| 24 | Solna     | 10 november 2017  | WK 2018 kwalificatie | Zweden − Italië | 1 − 0   |
| 25 | Milaan    | 13 november 2017  | WK 2018 kwalificatie | Italië − Zweden | 0 − 0   |

## Samenvatting
| Competitie        | Totaal gespeeld | Winst Italië | Gelijk | Winst Zweden | Doelsaldo Italië – Zweden |
| ----------------- | --------------- | ------------ | ------ | ------------ | ------------------------- |
| WK-eindronde      | 2               | 1            | 0      | 1            | 3 − 3                     |
| WK-kwalificatie   | 2               | 0            | 1      | 1            | 0 − 1                     |
| EK-eindronde      | 3               | 2            | 1      | 0            | 4 − 2                     |
| EK-kwalificatie   | 6               | 2            | 1      | 3            | 5 − 7                     |
| Olympische Spelen | 1               | 1            | 0      | 0            | 1 − 0                     |
| Vriendschappelijk | 11              | 5            | 4      | 2            | 15 − 12                   |
| Totaal            | 25              | 11           | 7      | 7            | 28 − 25                   |

## Details

### Vijftiende ontmoeting
| Vriendschappelijk (Milaan, Italië, 26 september 1984): |              | |
| Italië | 1 – 0        | Zweden |
| Antonio Cabrini 2' | goals        | |
| Enzo Bearzot | bondscoach   | Lars Arnesson |
| Franco Tancredi Giuseppe Bergomi Antonio Cabrini Pietro Vierchowod Fulvio Collovati 85' Gaetano Scirea Bruno Conti 15' Salvatore Bagni Paolo Rossi Giuseppe Dossena 74' Alessandro Altobelli | opstellingen | Bernt Ljung Ingemar Erlandsson Glenn Hysén Sven Dahlkvist Stig Fredriksson Ulf Eriksson Tord Holmgren Glenn Strömberg 54' Jan Svensson Hans Holmquist Mats Gren |
| Pietro Fanna 15' Marco Tardelli 74' Ubaldo Righetti 85' | wissels      | 54' Dan Corneliusson |
| - Debuut van doelman Franco Tancredi (AS Roma) voor Italië. - Debuut van aanvaller Mats Gren (IFK Göteborg) voor Zweden.                                                                     |              | |

### Zestiende ontmoeting
| EK 1988 kwalificatie (Stockholm, Zweden, 3 juni 1987): |              | |
| Zweden | 1 – 0        | Italië |
| Peter Larsson 25' | goals        | |
| Olle Nordin | bondscoach   | Azeglio Vicini |
| Thomas Ravelli Roland Nilsson Stig Fredriksson Jan Eriksson 80' Peter Larsson Glenn Hysén Glenn Strömberg 87' Robert Prytz Johnny Ekström Hans Holmqvist Lennart Nilsson | opstellingen | Walter Zenga Giuseppe Bergomi Giovanni Francini Fernando De Napoli Riccardo Ferri Roberto Tricella 46' Roberto Mancini Giuseppe Giannini Alessandro Altobelli Giuseppe Dossena Gianluca Vialli |
| Andreas Ravelli 80' Anders Limpar 87' | wissels      | 46' Luigi De Agostini |
| | gele kaarten | 71' Riccardo Ferri 90' Luigi De Agostini |

### Zeventiende ontmoeting
| EK 1988 kwalificatie (Napels, Italië, 14 november 1987): |              | |
| Italië | 2 – 1        | Zweden |
| Gianluca Vialli 27' Gianluca Vialli 45+1' | goals        | 38' Peter Larsson |
| Azeglio Vicini | bondscoach   | Olle Nordin |
| Walter Zenga Giuseppe Bergomi Giovanni Francini 26' Franco Baresi Ciro Ferrara Salvatore Bagni 89' Roberto Donadoni Fernando De Napoli Alessandro Altobelli Giuseppe Giannini Gianluca Vialli | opstellingen | Thomas Ravelli Roland Nilsson Torbjörn Persson Jonas Thern Peter Larsson Glenn Hysén Glenn Strömberg Robert Prytz 65' Johnny Ekström 65' Björn Nilsson Stefan Pettersson |
| Luigi de Agostini 26' Carlo Ancelotti 89' | wissels      | 65' Dan Corneliusson 65' Anders Limpar |
| Gianluca Vialli 55' | gele kaarten | |

### Achttiende ontmoeting
| Vriendschappelijk (Göteborg, Zweden, 2 juni 1998): |              | |
| Zweden | 1 – 0        | Italië |
| Kennet Andersson 90' | goals        | |
| Tommy Söderberg | bondscoach   | Cesare Maldini |
| Magnus Hedman Roland Nilsson Patrik Andersson Joachim Björklund 46' Pontus Kåmark Håkan Mild Henrik Larsson Stefan Schwartz Fredrik Soderström 62' Kennet Andersson Jörgen Petterson | opstellingen | Gianluca Pagliuca Alessandro Nesta Paolo Maldini Demetrio Albertini Fabio Cannavaro 72' Alessandro Costacurta 46' Angelo Di Livio Luigi Di Biagio Fabrizio Ravanelli 84' Roberto Di Matteo Roberto Baggio |
| Morgan Nilsson 46' Andreas Andersson 62' | wissels      | 46' Francesco Moriero 72' Giuseppe Bergomi 84' Gianluca Pessotto |
| Kennet Andersson 57' | gele kaarten | 26' Alessandro Nesta |

### Negentiende ontmoeting
| Vriendschappelijk (Palermo, Italië, 23 februari 2000): |              | |
| Italië | 1 – 0        | Zweden |
| Alessandro Del Piero 80' (pen.) | goals        | |
| Dino Zoff | bondscoach   | Tommy Söderberg en Lars Lagerbäck |
| Gianluigi Buffon Alessandro Nesta Ciro Ferrara 76' Fabio Cannavaro Gianluca Pessotto Alessandro Tacchinardi 79' Massimo Ambrosini 46' Eusebio Di Francesco 46' Stefano Fiore 63' Vincenzo Montella 46' Christian Vieri 60' | opstellingen | Magnus Hedman 46' Tomas Gustafsson Patrik Andersson Joachim Björklund Gary Sundgren Niclas Alexandersson Daniel Andersson 46' Stefan Schwarz 67' Andreas Andersson 46' Kennet Andersson Jörgen Pettersson |
| Francesco Totti 46' Gennaro Gattuso 46' Alessandro Del Piero 46' Filippo Inzaghi 60' Christian Panucci 63' Mark Iuliano 76' Tomas Locatelli 79'                                                                            | wissels      | 46' Olof Mellberg 46' Johan Mjällby 46' Magnus Arvidsson 67' Mattias Jonsson |
| - Debuut van Gennaro Gattuso (AC Milan) en Stefano Fiore (Udinese Calcio) voor Italië. - Debuut van Magnus Arvidsson (Hansa Rostock) en Olof Mellberg (Racing Santander) voor Zweden.                                      |              | |

### Twintigste ontmoeting
| EK 2000 (Eindhoven, Nederland, 19 juni 2000): |              | |
| Italië | 2 – 1        | Zweden |
| Luigi Di Biagio 39' Alessandro Del Piero 88' | goals        | 77' Henrik Larsson |
| Dino Zoff | bondscoach   | Tommy Söderberg en Lars Lagerbäck |
| Francesco Toldo Ciro Ferrara Paolo Maldini 42' Paolo Negro Angelo Di Livio 64' Alessandro Del Piero Gianluca Pessotto Luigi Di Biagio Mark Iuliano 46' Massimo Ambrosini Vincenzo Montella | opstellingen | Magnus Hedman Patrik Andersson Joachim Björklund Håkan Mild 75' Tomas Gustafsson Fredrik Ljungberg 52' Magnus Svensson Olof Mellberg 56' Johan Mjällby Yksel Osmanovski Henrik Larsson |
| Alessandro Nesta 42' Fabio Cannavaro 46' Stefano Fiore 64' | wissels      | 52' Niclas Alexandersson 56' Daniel Andersson 75' Kennet Andersson |
| - Vijftigste interland van aanvaller Henrik Larsson voor Zweden. |              | |

### 21ste ontmoeting
| EK 2004 (Porto, Portugal, 18 juni 2004): |              | |
| Italië | 1 – 1        | Zweden |
| Antonio Cassano 37' | goals        | 85' Zlatan Ibrahimović |
| Giovanni Trapattoni | bondscoach   | Tommy Söderberg en Lars Lagerbäck |
| Gianluigi Buffon Christian Panucci Alessandro Nesta Fabio Cannavaro Gianluca Zambrotta Gennaro Gattuso 76' Andrea Pirlo Simone Perrotta Antonio Cassano 70' Alessandro Del Piero 82' Christian Vieri | opstellingen | Andreas Isaksson Mikael Nilsson Olof Mellberg Andreas Jakobsson 77' Erik Edman Tobias Linderoth 67' Christian Wilhelmsson 55' Anders Svensson Fredrik Ljungberg Zlatan Ibrahimović Henrik Larsson |
| Stefano Fiore 70' Giuseppe Favalli 76' Mauro Camoranesi 82' | wissels      | 55' Kim Källström 67' Mattias Jonson 77' Marcus Allbäck |
| Gennaro Gattuso 39' Fabio Cannavaro 46' Gianluca Zambrotta 58' | gele kaarten | 54' Erik Edman 75' Tobias Linderoth |

### 22ste ontmoeting
| Vriendschappelijk (Cesena, Italië, 18 november 2009): |              | |
| Italië | 1 – 0        | Zweden |
| Giorgio Chiellini 29' | goals        | |
| Marcello Lippi | bondscoach   | Erik Hamrén |
| Federico Marchetti Christian Maggio 46' Nicola Legrottaglie Giorgio Chiellini Domenico Criscito 56' Antonio Candreva 46' Riccardo Montolivo 66' Davide Biondini 46' Marco Marchionni 77' Giampaolo Pazzini Antonio Di Natale | opstellingen | Andreas Isaksson 72' Mikael Lustig Olof Mellberg Daniel Majstorović 58' Mikael Dorsin 46' Viktor Elm Anders Svensson Sebastian Larsson 78' Johan Elmander 58' Behrang Safari 72' Tobias Hysén |
| Mattia Cassani 46' Giuseppe Rossi 46' Daniele Galloppa 46' Salvatore Bocchetti 56' Angelo Palombo 66' Mauro Camoranesi 77'                                                                                                   | wissels      | 46' Rasmus Elm 58' Oscar Wendt 58' Dusan Djuric 72' Pontus Wernbloom 72' Ola Toivonen 78' Markus Rosenberg                                                                                    |
| Giorgio Chiellini 88' Daniele Galloppa 90' | gele kaarten | |
| - Debuut van Mattia Cassani (US Città di Palermo) voor Italië. |              | |

### 23ste ontmoeting
| EK 2016 (Toulouse, Frankrijk, 17 juni 2016): |              | |
| Italië | 1 – 0        | Zweden |
| Éder 88' | goals        | |
| Antonio Conte | bondscoach   | Erik Hamrén |
| Gianluigi Buffon Giorgio Chiellini Leonardo Bonucci Andrea Barzagli Alessandro Florenzi 85' Emanuele Giaccherini Daniele De Rossi 74' Marco Parolo Antonio Candreva Éder Graziano Pellè 60' | opstellingen | Andreas Isaksson Martin Olsson Andreas Granqvist Erik Johansson Victor Lindelöf 79' Emil Forsberg Kim Källström 79' Albin Ekdal Sebastian Larsson Zlatan Ibrahimović 80' John Guidetti |
| Simone Zaza 60' Thiago Motta 74' Stefano Sturaro 85' | wissels      | 79' Oscar Lewicki 79' Jimmy Durmaz 85' Marcus Berg |
| Daniele De Rossi 69' Gianluigi Buffon 90+3' | gele kaarten | 89' Martin Olsson |

### 24ste ontmoeting
| WK 2018 kwalificatie (Solna, Zweden, 10 november 2017): |              | |
| Zweden | 1 – 0        | Italië |
| Jakob Johansson 61' | goals        | |
| Janne Andersson | bondscoach   | Giampiero Ventura |
| Robin Olsen Andreas Granqvist Victor Lindelöf Ludwig Augustinsson Emil Krafth 83' Sebastian Larsson Albin Ekdal 57' Emil Forsberg Viktor Claesson Marcus Berg 75' Ola Toivonen | opstellingen | Gianluigi Buffon Andrea Barzagli Leonardo Bonucci Giorgio Chiellini Matteo Darmian Daniele De Rossi Antonio Candreva 76' Marco Verratti Marco Parolo Ciro Immobile 65' Andrea Belotti |
| Jakob Johansson 57' Isaac Kiese Thelin 75' Gustav Svensson 83' | wissels      | 65' Éder 76' Lorenzo Insigne |
| Marcus Berg 1' | gele kaarten | 28' Marco Verratti |

### 25ste ontmoeting
| WK 2018 kwalificatie (Milaan, Italië, 13 november 2017): |              | |
| Italië | 0 – 0        | Zweden |
| | goals        | |
| Giampiero Ventura | bondscoach   | Janne Andersson |
| Gianluigi Buffon Andrea Barzagli Leonardo Bonucci Giorgio Chiellini Matteo Darmian 63' Antonio Candreva 76' Marco Parolo Jorginho Alessandro Florenzi Ciro Immobile Manolo Gabbiadini 63'             | opstellingen | Robin Olsen Andreas Granqvist Mikael Lustig Victor Lindelöf Ludwig Augustinsson 19' Jakob Johansson Sebastian Larsson Emil Forsberg 72' Viktor Claesson Marcus Berg 54' Ola Toivonen |
| Stephan El Shaarawy 63' Andrea Belotti 63' Federico Bernardeschi 76' | wissels      | 19' Gustav Svensson 54' Isaac Kiese Thelin 72' Marcus Rohdén |
| Giorgio Chiellini 9' Andrea Barzagli 22' Ciro Immobile 90+2' Federico Bernardeschi 90+2' | gele kaarten | 9' Jakob Johansson 29' Emil Forsberg 65' Mikael Lustig 69' Isaac Kiese Thelin 90+4' Robin Olsen                                                                                      |
| - Viervoudig wereldkampioen Italië plaatst zich voor het eerst in zestig jaar niet voor het Wereldkampioenschap voetbal. Sinds 1962 was het Zuid-Europese land onafgebroken aanwezig op de eindronde. |              | |

FIGC · A-internationals · Selecties · Bondscoaches · Italiaans vrouwenelftal · Olympisch elftal · Italië U21 · Italië U20 · Italië U19 · Italië U18 · Italië U17 · Italië U16 · Vrouwen U17
1910 – 1919 ·
1920 – 1929 ·
1930 – 1939 ·
1940 – 1949 ·
1950 – 1959 ·
1960 – 1969 ·
1970 – 1979 ·
1980 – 1989 ·
1990 – 1999 ·
2000 – 2009 ·
2010 – 2019 ·
2020 − 2029
EK's: 1968 · 
1980 · 
1988 · 
1996 · 
2000 · 
2004 · 
2008 · 
2012 · 
2016 ·
2020 ·
2024
WK's: 1934 · 
1938 · 
1950 · 
1954 · 
1962 · 
1966 · 
1970 · 
1974 · 
1978 · 
1982 · 
1986 · 
1990 · 
1994 · 
1998 · 
2002 · 
2006 · 
2010 · 
2014
OS: 1912 · 
1920 · 
1924 · 
1928 · 
1936 · 
1948 · 
1952 · 
1960 · 
1984 · 
1988 · 
1992 · 
1996 · 
2000 · 
2004 · 
2008
1911 · 
1912 · 
1913 · 
1914 · 
1915 · 
1916 · 1917 · 1918 · 1919 · 
1920 · 
1921 · 
1922 · 
1923 · 
1924 · 
1925 · 
1926 · 
1927 · 
1928 · 
1929 · 
1930 · 
1931 · 
1932 · 
1933 · 
1934 · 
1935 · 
1936 · 
1937 · 
1938 · 
1939 · 
1940 · 
1941 · 
1942 · 
1943 · 1944 · 
1945 · 
1946 · 
1947 · 
1948 · 
1949 · 
1950 · 
1952 · 
1952 · 
1953 · 
1954 · 
1955 · 
1956 · 
1957 · 
1958 · 
1959 · 
1960 · 
1961 · 
1962 · 
1963 · 
1964 · 
1965 · 
1966 · 
1967 · 
1968 · 
1969 · 
1970 · 
1971 · 
1972 · 
1973 · 
1974 · 
1975 · 
1976 · 
1977 · 
1978 · 
1979 · 
1980 · 
1981 · 
1982 · 
1983 · 
1984 · 
1985 · 
1986 · 
1987 · 
1988 · 
1989 · 
1990 ·
1991 · 
1992 · 
1993 · 
1994 · 
1995 · 
1996 · 
1997 · 
1998 · 
1999 · 
2000 · 
2001 · 
2002 · 
2003 · 
2004 · 
2005 · 
2006 · 
2007 · 
2008 · 
2009 · 
2010 · 
2011 · 
2012 · 
2013 · 
2014 · 
2015 · 
2016 · 
2017 ·
2018 ·
2019 ·
2020 ·
2021 ·
2022 ·
2023 ·
2024
Albanië ·
Algerije ·
Argentinië ·
Armenië ·
Australië ·
Azerbeidzjan ·
België ·
Bosnië en Herzegovina ·
Brazilië ·
Bulgarije ·
Canada ·
Chili ·
China ·
Costa Rica ·
Cyprus ·
DDR ·
Denemarken ·
Duitsland ·
Ecuador ·
Egypte ·
Engeland ·
Estland ·
Faeröer ·
Finland ·
Frankrijk ·
Georgië ·
Ghana ·
Griekenland ·
Haïti ·
Hongarije ·
Ierland ·
IJsland ·
Israël ·
Ivoorkust ·
Japan ·
Joegoslavië ·
Kameroen ·
Kroatië ·
Liechtenstein · 
Litouwen ·
Luxemburg ·
Malta ·
Marokko ·
Mexico ·
Moldavië ·
Montenegro ·
Nederland ·
Nieuw-Zeeland ·
Nigeria ·
Noord-Ierland ·
Noord-Korea ·
Noord-Macedonië ·
Noorwegen ·
Oekraïne ·
Oostenrijk ·
Paraguay ·
Peru ·
Polen ·
Portugal ·
Roemenië ·
Rusland ·
San Marino ·
Saoedi-Arabië ·
Schotland ·
Servië ·
Servië en Montenegro ·
Slovenië ·
Slowakije ·
Sovjet-Unie ·
Spanje ·
Tsjechië ·
Tsjecho-Slowakije ·
Tunesië ·
Turkije ·
Uruguay ·
Venezuela ·
Verenigde Staten ·
Wales ·
Wit-Rusland ·
Zuid-Afrika ·
Zuid-Korea ·
Zweden ·
Zwitserland
Argentinië (1982) · 
Australië (2006) · 
België (2016) · 
België (2021) · 
Brazilië (1970) · 
Brazilië (1982) · 
Brazilië (1994) · 
Costa Rica (2014) · 
Duitsland (2006) · 
Duitsland (2012) · 
Engeland (2012) ·
Engeland (2014) ·
Engeland (2021) ·
Frankrijk (2000) · 
Frankrijk (2006) · 
Frankrijk (2008) · 
Ghana (2006) · 
Hongarije (1938) · 
Ierland (2012) · 
Joegoslavië (1968) · 
Kameroen (1982) · 
Kroatië (2012) · 
Nederland (2008) · 
Nieuw-Zeeland (2010) · 
Oekraïne (2006) · 
Oostenrijk (2021) · 
Paraguay (2010) · 
Peru (1982) · 
Polen (1982, 1) · 
Polen (1982, 2) · 
Roemenië (2008) · 
Spanje (2008) ·
Spanje (2012, 1) ·
Spanje (2012, 2) ·
Spanje (2016) ·
Spanje (2021) ·
Tsjechië (2006) · 
Turkije (2021) · 
Uruguay (2014) · 
Verenigde Staten (2006) · 
Wales (2021) · 
West-Duitsland (1982) · 
Zweden (2016) · 
Zwitserland (2021)
SvFF · A-internationals · Selecties · Bondscoaches · Zweeds vrouwenelftal · Olympisch elftal · Zweden U21 · Zweden U20 · Zweden U19 · Zweden U18 · Zweden U17 · Zweden U16 · Vrouwen U17
1908 – 1919 ·
1920 – 1929 ·
1930 – 1939 ·
1940 – 1949 ·
1950 – 1959 ·
1960 – 1969 ·
1970 – 1979 ·
1980 – 1989 ·
1990 – 1999 ·
2000 – 2009 ·
2010 – 2019 ·
2020 − 2029
EK 1960 · 
EK 1964 · 
EK 1968 · 
EK 1972 · 
EK 1976 · 
EK 1980 · 
EK 1984 · 
EK 1988 · 
EK 1992 ·
EK 1996 · 
EK 2000 ·
EK 2004 ·
EK 2008 ·
EK 2012 · 
EK 2016 · 
EK 2020
WK 1930 · 
WK 1934 ·
WK 1938 ·
WK 1950 ·
WK 1954 · 
WK 1958 ·
WK 1962 · 
WK 1966 · 
WK 1970 ·
WK 1974 ·
WK 1978 ·
WK 1982 · 
WK 1986 · 
WK 1990 ·
WK 1994 ·
WK 1998 · 
WK 2002 ·
WK 2006 ·
WK 2010 · 
WK 2014 · 
WK 2018
OS 1908 · 
OS 1912 · 
OS 1920 · 
OS 1924 · 
OS 1928 · 
OS 1932 · 
OS 1936 · 
OS 1948 · 
OS 1952 · 
OS 1956 · 
OS 1964 · 
OS 1968 · 
OS 1972 · 
OS 1976 · 
OS 1980 · 
OS 1984 · 
OS 1988 · 
OS 1992 · 
OS 1996 · 
OS 2000 · 
OS 2004 · 
OS 2008 · 
OS 2012 · 
OS 2016
1908 · 
1909 · 
1910 · 
1911 · 
1912 · 
1913 · 
1914 · 
1915 · 
1916 · 
1917 · 
1918 · 
1919 · 
1920 · 
1921 · 
1922 · 
1923 · 
1924 · 
1925 · 
1926 · 
1927 · 
1928 · 
1929 · 
1930 · 
1931 · 
1932 · 
1933 · 
1934 · 
1935 · 
1936 · 
1937 · 
1938 · 
1939 · 
1940 ·
1941 ·
1942 ·
1943 ·
1944  ·
1945 · 
1946 · 
1947 · 
1948 · 
1949 · 
1950 · 
1952 · 
1952 · 
1953 · 
1954 · 
1955 · 
1956 · 
1957 · 
1958 · 
1959 ·
1960 · 
1961 · 
1962 · 
1963 · 
1964 · 
1965 · 
1966 · 
1967 · 
1968 · 
1969 ·
1970 · 
1971 · 
1972 · 
1973 · 
1974 · 
1975 · 
1976 · 
1977 · 
1978 · 
1979 ·
1980 · 
1981 · 
1982 · 
1983 · 
1984 · 
1985 · 
1986 · 
1987 · 
1988 · 
1989 · 
1990 · 
1991 · 
1992 · 
1993 · 
1994 · 
1995 · 
1996 · 
1997 · 
1998 · 
1999 · 
2000 · 
2001 · 
2002 · 
2003 · 
2004 · 
2005 · 
2006 · 
2007 · 
2008 · 
2009 · 
2010 · 
2011 · 
2012 · 
2013 · 
2014 · 
2015 · 
2016 · 
2017 · 
2018 ·
2019 ·
2020 ·
2021
Albanië ·
Algerije ·
Argentinië ·
Armenië ·
Australië ·
Azerbeidzjan ·
Bahrein ·
Barbados ·
België ·
Bosnië en Herzegovina ·
Botswana ·
Brazilië ·
Bulgarije ·
Chili ·
China ·
Colombia ·
Costa Rica ·
Cuba ·
Cyprus ·
DDR ·
Denemarken ·
Duitsland ·
Ecuador ·
Egypte ·
Engeland ·
Estland ·
Faeröer ·
Finland ·
Frankrijk ·
Georgië ·
Griekenland ·
Hongarije ·
Ierland ·
IJsland ·
Iran ·
Israël ·
Italië ·
Ivoorkust ·
Jamaica ·
Japan ·
Joegoslavië ·
Jordanië ·
Kameroen ·
Kazachstan ·
Kosovo ·
Kroatië ·
Letland ·
Liechtenstein ·
Litouwen ·
Luxemburg ·
Maleisië ·
Malta ·
Mexico ·
Moldavië ·
Montenegro ·
Nederland ·
Nieuw-Zeeland ·
Nigeria ·
Noord-Ierland ·
Noord-Korea ·
Noord-Macedonië ·
Noorwegen ·
Oekraïne ·
Oezbekistan ·
Oman ·
Oostenrijk ·
Paraguay ·
Peru ·
Polen ·
Portugal ·
Qatar ·
Roemenië ·
Rusland ·
San Marino ·
Saoedi-Arabië ·
Schotland ·
Senegal ·
Servië ·
Singapore ·
Slovenië ·
Slowakije ·
Sovjet-Unie ·
Spanje ·
Syrië ·
Thailand ·
Trinidad en Tobago ·
Tsjechië ·
Tsjecho-Slowakije ·
Tunesië ·
Turkije ·
Uruguay ·
Venezuela ·
Verenigde Arabische Emiraten ·
Verenigde Staten ·
Verenigd Koninkrijk ·
Wales ·
Wit-Rusland ·
Zuid-Afrika ·
Zuid-Korea ·
Zwitserland
Brazilië (1958) ·
Duitsland (2006) ·
Duitsland (2018) ·
Engeland (2006) ·
Engeland (2012) ·
Engeland (2018) ·
Frankrijk (2012) ·
Griekenland (2008) ·
Ierland (2016) ·
Italië (2016) ·
Mexico (2018) ·
Oekraïne (2012) ·
Oekraïne (2021) ·
Paraguay (2006) ·
Polen (2021) ·
Rusland (2008) ·
Slowakije (2021) ·
Spanje (2008) ·
Spanje (2021) ·
Trinidad en Tobago (2006) ·
Zuid-Korea (2018) ·
Zwitserland (2018)